# Gerücht von Orléans
Als Gerücht von Orléans wird ein im Mai 1969 in der französischen Stadt Orléans aufgekommenes Gerücht mit antisemitischem Hintergrund bezeichnet. 

## Inhalt und Verlauf
Angeblich seien 28 Mädchen und junge Frauen verschwunden, nachdem sie bestimmte Modegeschäfte aufgesucht hatten. Dem Gerücht nach seien sie in den Umkleidekabinen mit einer Spritze betäubt, im Keller des Geschäfts gefangen gehalten und nachts durch ein verzweigtes Tunnelsystem zur Loire gebracht worden, von wo sie mit einem U-Boot nach Tanger oder nach Übersee entführt und in die Prostitution gezwungen wurden.
Das Gerücht nahm später eine antisemitische Wendung, indem betont wurde, dass viele Inhaber der beschuldigten Geschäfte Juden seien. Diese hätten angeblich Behörden und Polizei bestochen, um deren Stillschweigen gegenüber ihren Verbrechen zu erkaufen. Das Gerücht bekam damit Ähnlichkeit mit alten Ritualmordlegenden. Als Folge dieses Gerüchts tauchten antisemitische Flugblätter auf und es kam zu Boykottaufrufen gegen diese Geschäfte, vor denen sich Menschen drohend versammelten. Nachdem festgestellt wurde, dass in dem fraglichen Zeitraum keine Vermisstenmeldungen vorlagen und die Presse, Politiker und Gewerkschaften das Wiederaufflackern des Antisemitismus verurteilten, brach das Gerücht zusammen. Der französische Soziologe Edgar Morin untersuchte an diesem Beispiel die Entstehung und Ausbreitung von Gerüchten.

## Ursprung
Der Ursprung dieses Gerüchts liegt in mehreren Begebenheiten. In den Vorjahren machte eine Aktivistin gegen den „Weißen Sklavenhandel“ eine Rundreise durch Frankreich und warnte vor einer Unterschätzung dieses Problems. Das Thema wurde dann auch vom Schriftsteller Stephen Barlay in seinem Roman „Die Sex-Händler“ (L’Esclavage sexuel) aufgegriffen. Die inzwischen eingestellte Boulevardzeitschrift Noir et Blanc stellte in ihrer Ausgabe vom 14. Mai 1969 das Szenario des Romans so dar, als sei es eine erst kürzlich geschehene wahre Begebenheit.

## Ausbreitung
Edgar Morin fand in Mädchenschulen die Inkubationsorte des Gerüchts: „Diese von den gesellschaftlichen Realitäten isolierten jungen Schülerinnen, die in einem geschlossenen Milieu lebten, sind ein günstiger Nährboden für das Aufkommen sexueller Fantasievorstellungen, und solche imaginären Szenarien bringen verdrängte Begierden zum Ausdruck: Eine Mitschülerin erzählt ihren Freundinnen davon, als sei es ihr wirklich selbst passiert, und die Freundinnen beneiden sie deshalb und machen es sich zu eigen. […] Binnen weniger Tage ist in diesem Resonanzkörper, den die Internate und Gymnasien abgeben, jedes Mädchen in das Geheimnis eingeweiht, weiß Bescheid, glaubt und erschauert, denn die Geschichte wird ja umso leichter geglaubt, je mehr sie mit der Anziehungskraft der sexuellen Verbote spielt.“ (Kapferer 1996, S. 46)
Später wurde dieses Gerücht dann von den Müttern der Mädchen in die breite Bevölkerung getragen. Für sie schien es auch deswegen an Plausibilität zu gewinnen, weil einige dieser Modegeschäfte die damals im Trend liegenden Miniröcke verkauften. Das schien im eher provinziellen Orléans die vermeintliche Triebhaftigkeit der Ladeninhaber zu bestätigen. Später nahm das Gerücht eine antisemitische Wendung. Es konnten offenbar immer noch antisemitische Vorstellungen von angeblich „im Verborgenen ablaufenden Machenschaften“ der Juden abgerufen werden.

## Weitere Ausbreitung
In den folgenden Jahren kam das Gerücht in einigen Städten Frankreichs immer wieder auf, teilweise auch ohne antisemitische Konnotation. Das Gerücht von Orléans hat damit auch den Charakter einer Urbanen Legende.